# آمادگی رزمی

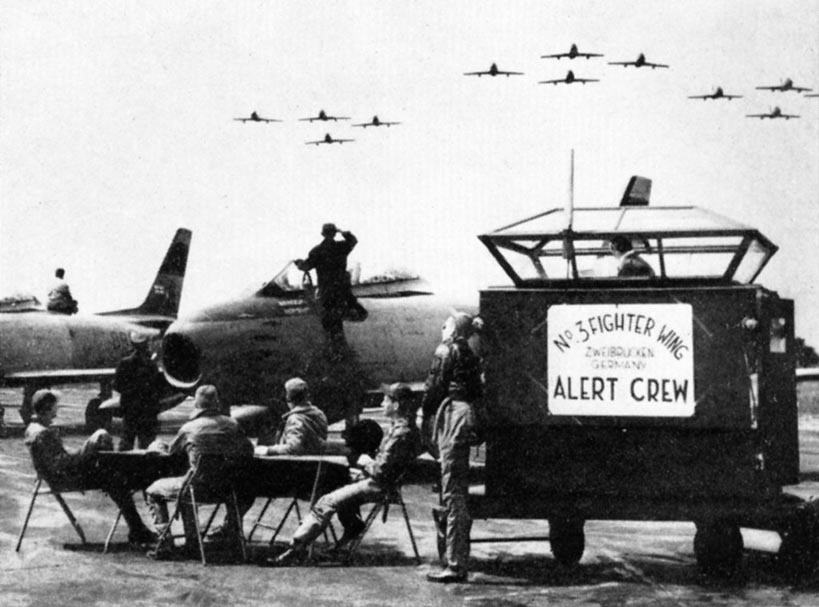
نیروهای آلمانی در وضعیت آماده به پرواز

آمادگی رزمی به شرایطی در نیروهای مسلح اعلام می‌شود که در آن واحدهای نظامی به همراه کشتی‌های جنگی و هواپیماها برای مبارزه و عملیات نظامی درهر لحظه آماده هستند، به چنین وضعیتی آماده‌باش نظامی هم گفته می‌شود.